# Ezzahra Sports
Maillots
Ezzahra Sports est un club tunisien de basket-ball fondé en 1936 et basé à Ezzahra, une banlieue de Tunis. 
Le club est fondé en 1936 sous le nom de Saint-Germain Sports. À l'époque, l'équipe est composée en majorité de joueurs français. Vers la fin des années 1940 et avant l'indépendance, quelques joueurs tunisiens ont figuré au sein de l'équipe. À la suite de quoi le nom de la ville est devenu Ezzahra et le club est renommé en Ezzahra Sports.

## Histoire
L'équipe est d'abord appelée Saint-Germain Sports (du nom de la ville d'Ezzahra à l'époque) et remporte son premier titre lors du critérium disputé en 1946 grâce aux pionniers que sont Chabas, Savignoni, Clastrière ou Brahim Hicheri. Elle récidive l'année suivante en remportant le championnat national contre la Patriote de Sousse.
Les années 1950 voient l'épanouissement d'une nouvelle génération dont les leaders sont les frères Borhane et Mourad Raïes de même que Mustapha Fezzani. Mais le départ de plusieurs joueurs cause l'émigration des autres vers l'Étoile sportive de Radès. Il faut donc attendre la fin des années 1960 pour retrouver le club au niveau national avec de jeunes talents comme Adel Sghaier, Abdelkader et Brahim Ben Ali et Mongi Cheaour.
L'équipe se classe souvent aux places d'honneur et suscite la passion des supporters qui causent sa rétrogradation forcée en 1980. Mais le retour est au rendez-vous avec deux titres de champion en 1982 et 1983 et deux coupes remportées en 1985 et 1988 sous l'impulsion des frères Adel et Kais Sghaier, Imed Jabri, Ridha Béjaoui, Jalel Ben Mansour et Habib Maaouia. La génération suivante prend le relais avec autant de réussite : Lamjed Njeh, Outail Aouij ou encore Samy Housseini. Même s'ils perdent un premier titre de champion contre l'Étoile olympique La Goulette Kram à l'issue d'un match d'appui en 1991, il en gagnent quatre autres en 1993, 1994, 1997 et 1999 de même que la coupe de Tunisie en 1991, 1995 et 1998.
Durant la coupe arabe des clubs champions en 1999, l'EZS est éliminée après avoir perdu les deux matchs de sa poule.
En coupe de Tunisie 1999-2000, l'EZS perd la finale contre l'Union sportive monastirienne (63-61) au Palais des sports d'El Menzah.
En 2012, l'EZS perd la finale de la coupe de la Fédération contre l'Union sportive monastirienne à la salle de Kairouan. Il bat ensuite l'Étoile sportive goulettoise en demi-finale.
Au terme de la saison 2018-2019, le club prend la dernière place du play-out et se voit relégué en nationale B. Durant la saison 2019-2020, il remporte le championnat de division nationale B sans défaite et remonte en nationale A.
À l'été 2020, l'EZS recrute huit joueurs — trois issus de l'équipe nationale (Mourad El Mabrouk, Ziyed Chennoufi et Mohamed Abbassi), deux issus du club (Haythem Saada et Mahdi Oueslati), deux joueurs étrangers (Nick Evans et Maodo Nguirane) et Aymen Trabelsi pour renforcer l'équipe pour la saison 2020-2021. Après que Nick Evans ait quitté l'équipe, Efe Odigie rejoint l'EZS le 20 novembre. Le 12 décembre, l'EZS remporte pour la première fois la coupe de la Fédération. Durant l'édition 2020, le club bat la Jeunesse sportive d'El Menzah (71-43) à la salle de l'Ariana en demi-finale et le Stade nabeulien en finale (69-68 a. p.) à la salle de Bir Challouf à Nabeul. Durant le mercato hivernal, Ezzahra Sports recrute Omar Mouhli, Nizar Knioua, Mohamed Hadidane et l'Américain Chris Crawford, alors qu'Efe Odigie quitte l'équipe.
Durant la saison 2020-2021, l'EZS perd la finale du championnat de Tunisie contre l'Union sportive monastirienne en deux matchs (86-79 à Monastir et 75-77 à Ezzahra). En coupe de Tunisie, l'EZS est éliminée en demi-finale par le Club africain (95-87 à Tunis).
Entre les 29 septembre et 9 octobre 2021, l'EZS participe à la 33e édition de la coupe arabe des clubs champions et recrute les deux Américains Walt Lemon Jr. et Chester Giles pour ce tournoi. L'équipe prend ensuite la première place de la poule B avec quatre victoires sans défaite. Finalement, l'EZS prend la troisième place après avoir remporté les quarts de finale (82-80) contre le FUS de Rabat, perdu la demi-finale (80-83) contre Al Kuwait SC (en) et gagné la petite finale (78-73) contre l'organisateur du tournoi, l'Ittihad Alexandrie. Ziyed Chennoufi est le meilleur scoreur et Jawhar Jaouadi nommé dans le cinq majeur comme meilleur arrière du tournoi.
Au terme de la saison 2021-2022, l'EZS perd la finale du championnat de Tunisie contre l'Union sportive monastirienne en quatre matchs (75-71/71-67 à Monastir et 74-72/63-79 à Ezzahra). En coupe de Tunisie, l'EZS est éliminée en demi-finale par l'Union sportive monastirienne (74-69 à Monastir).
Durant la saison 2022-2023, l'EZS prend la cinquième place du play-off (ne se qualifiant pas pour le super play-off) et rejoint la deuxième phase du play-out. En super play-out, le club prend la deuxième place du classement final avec six victoires et quatre défaites. Au terme de la coupe de Tunisie, l'équipe est éliminée en demi-finale par le Club africain (72-79 à Ezzahra).
Au terme de la saison 2023-2024, le club prend la dernière place de la deuxième phase du play-out et se voit relégué en Ligue II.

## Palmarès
| National | International                                                          |
| --- | ---------------------------------------------------------------------- |
| - Championnat de Tunisie masculin (6) : - Vainqueur : 1982, 1983, 1993, 1994, 1997, 1999 - Finaliste : 1991, 1998, 2021, 2022 - Coupe de Tunisie masculine (5) : - Vainqueur : 1985, 1988, 1991, 1995, 1998 - Finaliste : 1983, 2000 - Coupe de la Fédération (1) : - Vainqueur : 2020 - Finaliste : 2012 - Championnat de Tunisie D2 (1) : - Vainqueur : 2020 - Championnat de Tunisie féminin (4) : - Vainqueur : 1971, 1972, 1973, 2021 - Coupe de Tunisie féminine (2) : - Vainqueur : 1970, 2021 | - Coupe arabe des clubs champions (0) : - Troisième : 1993, 1997, 2021 |

## Anciens joueurs
- Mohamed Abbassi
- Ahmed Addami
- Saif Aissaoui
- Ahed Ajmi
- Outail Aouij
- Jalel Ben Mansour
- Chahir Ben Zekri
- Ridha Béjaoui
- Eskander Bhouri
- Ziyed Chennoufi
- Chris Crawford
- Ahmed Dhif
- Naim Dhifallah
- Borhane Errais
- Mourad Errais
- Mustapha Fezzani
- Hamza Foudhaili
- Mokhtar Ghayaza
- Donté Greene
- Bechir Hadidane
- Mohamed Hadidane
- Brahim Hicheri
- Sami Husseini
- Hosni Ilahi
- Imed Jabri
- Jawhar Jaouadi
- Neji Jaziri
- Nizar Knioua
- Walt Lemon Jr.
- Mourad El Mabrouk
- Amine Maghrebi
- Habib Maaouia
- Ater Majok
- Youssef Mejri
- Omar Mouhli
- Lamjed Njeh
- Efe Odigie
- Haythem Saada
- Kais Sghaier
- Adel Sghaier
- Ahmed Smaali
- Aymen Trabelsi